# Sarvodaïta
La sarvodaïta és un mineral de la classe dels sulfats.

## Característiques
La sarvodaïta és un sulfat de fórmula química Al₂(SO₄)₃(H₂O)₅. Va ser aprovada com a espècie vàlida per l'Associació Mineralògica Internacional en el mes de novembre de l'any 2023, i encara resta pendent de publicació. Cristal·litza en el sistema monoclínic.
L'exemplar que va servir per a determinar l'espècie, el que es coneix com a material tipus, es troba conservat a les col·leccions del Museu Mineralògic Fersmann, de l'Acadèmia de Ciències de Rússia, a Moscou (Rússia), amb el número de registre: 6041/1.

## Formació i jaciments
Va ser descoberta a Kukhi-Malik, al dipòsit de carbó de Fan-Jagnob, dins el districte d'Ayni (Sughd, Tadjikistan). També ha estat descrita a la mina Anna, situada a la localitat d'Alsdorf, a l'estat deRin del Nord-Westfàlia (Alemanya). Aquests dos indrets són els únics de tot el planeta on ha estat descrita aquesta espècie mineral.